# Nová politická ekonomie

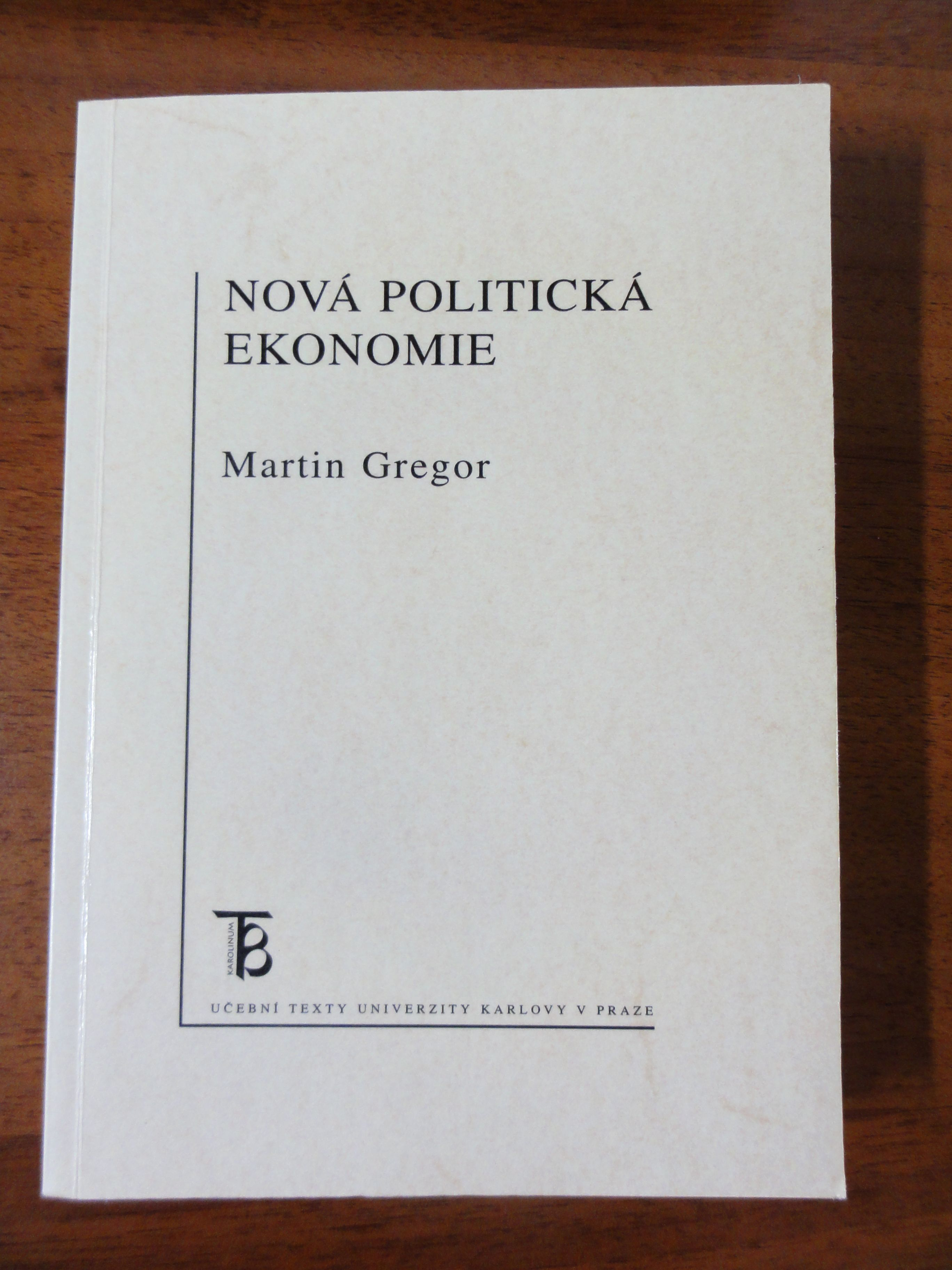
Obálka učebnice nové politické ekonomie (Karolinum 2005)

Nová politická ekonomie (dříve též ekonomická teorie politiky) je jeden ze směrů moderní politické ekonomie. Zabývá se vlivem politické struktury, ustálených politických procesů a specifických výstupů politických systémů na hospodářskou politiku. Je v současnosti nejvhodnějším souhrnným termínem pro ekonomickou teorii politiky. Zahrnuje několik oblastí – teorii veřejné volby s její odnoží konstituční ekonomií, pozitivní politickou ekonomii a politologické teorie racionální volby

## Původ a vývoj nové politické ekonomie
Nová politická ekonomie částečně navazuje na starší politickou ekonomii. Až do 60. let 20. století byla ekonomická a politická věda při studiu tradičně oddělena, ale jednou z prvních teorií, které propojovaly politické a ekonomické otázky byl neomarxismus.
Vznik nové politické ekonomie souvisí s vývojem ekonomie první poloviny 20. století mnohem úžeji než s vývojem světové politické vědy. Jedním z důvodů vzniku této nové ekonomické teorie byla snaha o zkoumání vztahu státu a jeho jednání s veřejnými financemi, také se objevila nová analýza historie společenských a politických institucí, zrodila se ekonomická teorie práva a v neposlední řadě teorie ekonomie demokracie.
Klíčový pro vznik nové politické ekonomie byl vývoj teorie veřejné volby. Jedním z předchůdců teorie veřejné volby, kteří umožnili vznik a vývoj této ekonomie politiky, byl Thomas Hobbes, který se pokusil metodické uvažování v přírodních vědách prosadit také v lidském chování, pro jehož popis používal deduktivní metody založené na elementárních axiomech, dále se věnoval také problému společenského dilematu, který byl pro novou politickou ekonomii také důležitý Za další předchůdce teorie veřejné volby můžeme pak můžeme považovat francouzské matematiky v období Francouzské revoluce, jako byl Jeana-Charles Borda, který se ve své práci věnoval studiu veřejného sektoru, zvláště pak většinovému hlasování, podobně jako Markýz de Condorcet, Mazkýz de Leplace nebo Charles Dodgson.
V 17. a 18. století se ekonomové věnovali studiu všeobecného hospodářského růstu. S prvním vysvětlením přišel merkantilismus, vůči kterému se vymezil skotský ekonom a filozof Adam Smith ve své práci Pojednání o podstatě a původu bohatství mezi národy, ve které popírá tvrzení, že by byl protekcionismus překážkou pro ekonomiku a tvrdí, že trh má své vlastní mechanismy, které ho dostanou zpět do rovnováhy, přestože každý subjekt sleduje v ekonomice svůj vlastní zájem. Inspiroval tedy teorii veřejné volby poukázáním na význam společenských a právních omezení jako podmínek, za nichž probíhají změny, na vztahy mezi právními a politickými institucemi na straně jedné a hospodářstvím na straně druhé.
Dalším ekonomem, který se zabýval vztahem mezi institucemi a trhem byl Karl Marx, který svým pojetím chápání kapitalistické společnosti s nutností třídního konfliktu představil nový způsob chápání ekonomie politiky, bohužel jeho dílo nesplňuje kritéria vědeckého zkoumání a na několik let zapříčinilo odklon politické a ekonomické teorie. Neoklasická ekonomie se ve své teorii pak více zaměřuje na jednání jednotlivce.
Po Velké hospodářské krizi došlo ke keynesiánskému obratu, který zvláště ovlivnil dosavadní pohled na politickou sféru a její instituce, dle Johna Maynarda Keynese se politika měla věnovat poptávce domácností, stát by neměl být jen „nočním hlídačem“ a ekonomika by se měla zabývat více veřejným sektorem, také díky němu došlo ke zrodu teorie veřejné volby, která zkoumala, jakým způsobem jsou politická doporučení realizována.
Vývoj teorie veřejné volby také souvisí s vývojem teorie veřejných financí, která se na počátku 20. století věnovala převážně efektivnímu výběru daní a jejich dopadům. Začaly se také objevovat první teorie veřejných statků, i když v začátcích se spíše věnovaly tomu, zda mají být poskytovány státem, než z pohledu samotné poptávky po nich. Ve 40. a 50. letech byl formulován koncept tržního selhání Paulem Samuelsonem. V reakci na tento koncept se pak ekonomie začala zabývat možnou teorií optimalizace trhu, která vedla k ekonomii blahobytu spjatou s teorií společenské volby. Postupně se ale kumulovaly námitky jednotlivců až do chvíle, kdy se v 60. letech objevila teorie veřejné volby. Za hlavního představitele teorie veřejné volby bývá považován James Buchanan, nositel Nobelovy ceny.
Vývoj teorie veřejné volby má kořeny v prvních ekonomických studiích rozhodování, zabýval se jím například Joseph A. Schumpeter nebo později Kenneth Arrow, ale nejdůležitějším v této oblasti byl přínos Anthonyho Downse, který se ve své knize „Ekonomická teorie demokracie“ zabývá studiem politiky s několika inovacemi – „postuloval racionalitu voliče (postihl zejména důvody, proč by se volič neměl účastnit voleb) a racionalitu politických stran (popsal důvody, proč strany formulují různou taktiku a různý program v odlišných fázích volební periody)“.
Důležitá pro vývoj nové politické ekonomie byla také Virginská škola politické ekonomie Jamese Buchanana a Gordon Tullocka a jejich společná publikace „Kalkul souhlasu“, která se zabývá ekonomickou teorií ústavy, analýzou pravidla prosté většiny, log-rolling (obchodování z hlasy), teorií koalic a zavedení pojmu transakčních nákladů do kolektivního rozhodování. Dalšími důležitými navazujícími autory jsou William Riker a jeho práce Teorie politických koalic a Mancur Olsn a jeho Logika kolektivní volby.
Teorie veřejné volby se dále rozvíjela v 70. letech, kdy se objevila stagflace, kterou napomohla vysvětlit. Také se začala zabývat dvěma dalšími otázkami a to existencí politického cyklu a způsob fungování byrokracie. Zaměřila se také více na politologii, kde se pro ni pak používá pojem teorie racionální volby, ta se zaměřuje na politiku jako na výsledek ekonomického chování V 70. letech tuto teorii veřejné volby také prohloubil o konstituční ekonomii James Buchanan, tento koncept se pak držel až do 90. let a byl přijat do nové politické ekonomie. „Ekonomická analýza politiky se stala zcela standardním doplňkem veřejných financí, hospodářské politiky, aplikované mikroekonomie a mezinárodní ekonomie.“